# الدوري الشمالي الممتاز 1972–73
الدوري الشمالي الممتاز 1972–73 هو موسم من دوري الشمال الممتاز ‏. فاز فيه نادي بوسطن يونايتد.